# Parco naturale regionale monti Ausoni e lago di Fondi
Il parco naturale regionale Monti Ausoni e Lago di Fondi è un'area naturale protetta istituita nel 2008 nata dalla fusione dei Monumenti Naturali di Campo Soriano, Tempio di Giove Anxur, Acquaviva – Cima del Monte – Quercia del Monaco, Lago di Fondi.

## Storia
Il parco è stato istituito dalla legge regionale 4 dicembre 2008, n. 21 della regione Lazio.

## Flora e Fauna
Date le differenze delle zone racchiuse nel parco, la vegetazione varia secondo altitudine, tipologia di terreno e periodo dell’anno.
Nelle zone più aspre sono presenti piante a basso fusto in ampi prati fioriti, ricchi di fiori di croco, anemone e orchidea, dove non c'è attività umana crescono principalmente querce e lecci. Scendendo verso le zone più umide, e quindi verso il mare, troviamo piante tipiche della macchia mediterranea: troviamo quindi, piante di alloro, bagolaro e pungitopo. 
Anche la fauna è variegata. Immancabili anfibi (in primis il tritone italico), e rettili (vipera, biacco e cervone). Abbondante anche la presenza di volpi, tassi, cinghiali, istrici e del lupo appenninico. Tra gli uccelli, oltre gli uccelli migratori, da segnalare la presenza del falco pellegrino.

## Territorio
Nel territorio del parco ricadono attualmente i seguenti comuni:
Provincia di Latina
- Fondi
- Lenola
- Monte San Biagio
- Roccasecca dei Volsci
- Sonnino
- Terracina

Provincia di Frosinone
- Arce
- Amaseno
- Castro dei Volsci
- Ceprano
- Collepardo
- Falvaterra
- Ferentino
- Fiuggi
- Fumone
- Pastena
- San Giovanni Incarico
- Torre Cajetani
- Trivigliano
- Vallecorsa

Comunità Montane
- XII Monti Ernici
- XIII Monti Lepini
- XV Valle del Liri
- XVI Monti Ausoni
- XXI Monti Lepini ed Ausoni e Valliva
- XXII degli Aurunci e Ausoni